# Стариков, Владимир Афанасьевич
Влади́мир Афана́сьевич Ста́риков (укр. Володимир Опанасович Старіков; род. 29 декабря 1952, Харьков, Украинская ССР, СССР) — советский и украинский художник-график, педагог, художник книги, поэт-верлибрист. Пишет на русском языке.

## Биография
Родился в семье служащих. Работал художником-оформителем, столяром-модельщиком. В 1982 году окончил Харьковский художественно-промышленный институт); в 1982—2010 годах преподавал в Харьковском государственном художественном училище. С 1995 года член Национального союза художников Украины. Основные произведения — графический цикл «Легенда» (1975—1977), «Моё дерево», «Тень квадрата» (оба — 1994), «Путь назад» (1995).
Как поэт публикуется с 1992 года. Автор книг стихотворений «Оказия» (1998), «Третье поколение зимородков» (2000), «Заглавие» (2001), «Самоучитель игры» (2005), «Шалашник» (2007), Vademecum (2010), «Иная книга» (2014), «Книга живота» (2015). Участник книги-выставки «Верлибры — Пушкину» (1999), поэтической антологии «Освобождённый Улисс» (2004). Основатель (совместно с поэтессой и художницей Ниной Виноградовой) самодеятельного малотиражного бук-арт-издательства SVinX. Малая проза, стихи, графика публиковались в журналах «Дети Ра», «Крещатик», «©оюз Писателей», газете «Гуманитарный фонд».
Живёт в Харькове.